# Bysslidtjärnen
Bysslidtjärnen är en sjö i Storumans kommun i Lappland och ingår i Umeälvens huvudavrinningsområde.